# Charles Greeley Abbot

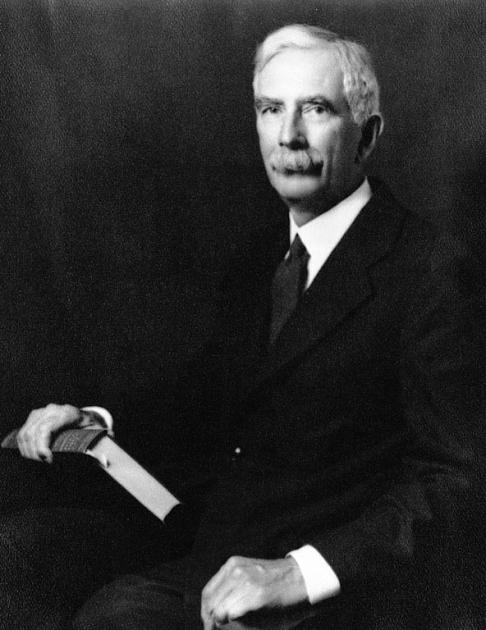
Charles Greeley Abbot

Charles Greeley Abbot (Wilton, New Hampshire, 1872. május 31. – Washington, 1973. december 17.) amerikai asztrofizikus és napkutató.

## Életpálya
Fiatalabb korában számtalan dolgot készített, kovácstűzhely erősítőt, vízikerék meghajtású fűrészt, kerékpárt. 13 évesen abbahagyta a középiskolát és asztalosnak állt. Tanulmányait két év múlva folytatta, majd Bostonba ment, vegyészmérnöknek tanult, majd érdeklődése a fizika felé fordult. 1895-ben fizikából diplomázott. A Smithsonian Asztrofizikai Obszervatórium alapítója Samuel Pierpont Langley munkatársakat keresett, csatlakozott munkatársnak. A napkutatás érdekében több expedíció résztvevője. 1906-ban megbízott igazgató, 1907-től 1944-ig  az Obszervatórium igazgatója. 1929-ben Sugárbiológiai Laboratórium indított, hogy tanulmányozza a Nap hatástényezőit a földi körülményekre. Ezzel lerakta a biofizika alapjait. 1928-tól 1944-ig a Smithsonian Intézet ötödik titkára.

## Kutatási területei
A Nap vörösön inneni sugárzását, és a Napnak a Földre jutó összes-sugárzását mérte nagy pontossággal. Meghatározta az időegység alatt a Föld felületegységre jutó napsugárzást, a napállandót (szoláris konstans). Behatóan vizsgálta a napsugárzás időbeli változását, és a változás hatását a légköri folyamatokra. Kutatásai során több olyan fogalmat határozott meg, kutatási eredményt szabadalmaztatott amelyek a mindennapi életben hasznosítható eredményt hoztak: szolár tároló, szolár melegítő, napenergia kályha.

## Elismerései
- 1910-ben a Henry Draper-érem tulajdonosa lett. A Nap  kutatásában elért kimagasló eredményének elismeréseként.
- 1915-től a Rumford-díj elismerés tulajdonosa. A napsugárzással kapcsolatos kutatásaiért.
- nevét a 17 023. számú kisbolygó őrzi.

## Írásai
- The Sun (1911)
- The Earth and the Stars (1926)
- Adventures in a World of Science (1956)